# Funšterc
Funšterc (naz. też. knapovsko sonce) – danie kuchni słoweńskiej; rodzaj omletu, wywodzące się z regionu Zasavje.
Danie to było niegdyś potrawą popularną wśród górników z Zasavje, często spożywaną przez nich w pracy. Za sprawą swojego żółtego koloru, nazywane było knapovsko sonce, a więc "słońcem górników" – zastępując swoją barwą światło słoneczne, którego brakowało im w podziemiach.
Typowy funšterc był okrągły, cienki i delikatny, składał się z jajek, mąki, mleka i wody, ale do ciasta dodawano też niekiedy jabłka lub bez. W wersji wiosennej mógł być podawany z dodatkiem sałaty lub mlecza. Omlet można było jeść bez dodatków, w towarzystwie czarnej kawy. Niekiedy daniu towarzyszyła fasola lub ziemniaki.